# MNM
MNM (abreviatura de Music and More) és una emissora de ràdio flamenca de l'emissora pública VRT. L'emissora es va posar en marxa el dilluns 5 de gener de 2009 i es presenta com una ràdio d'entrada. MNM toca èxits des dels anys 80 fins a l'actualitat, principalment pop, pop rock, dance i Ultratop 50.

## Història
Després de la terminació de Donna, la VRT va llançar una nova estació de ràdio, anomenada MNM. El nom va ser anunciat el 7 de novembre de 2008 durant una emissió de Peter Live, el programa de televisió de Peter Van de Veire. El logotip va ser anunciat l'11 de desembre de 2008 per Dave Peters i Ann Van Elsen en un vídeo de YouTube. Les emissions van començar el dilluns 5 de gener de 2009 a les 6:00 AM, amb l'espectacle matinal de De Grote Peter Van De Veire i amb la cançó Forever de Milk Inc.
El cap de xarxa va ser Greet Santy fins al dilluns 25 de gener de 2010. Després, Rino Ver Eecke va assumir aquesta tasca. Des d'octubre de 2019 el va succeir Annemie Gulickx. Des del 17 de juliol de 2020, Steven Lemmens la va succeir. La coordinació de la xarxa va estar en mans de Robin Vissenaekens fins al juliol de 2011.
El 8 de març de 2010, el logotip de MNM va ser lleugerament modificat. La primera, la 'M' negra, es va tornar blava. Les lletres del logotip apareixen ara una mica més completes. Al mateix temps, l'estudi de MNM va rebre un canvi d'imatge i el lloc web també ha tingut un aspecte lleugerament diferent des de llavors.
El 28 de març de 2011, MNM va patir un altre petit canvi: hi havia nous jingles, un nou programa (Sing Your Song) i dos nous presentadors (Renée Vermeire i Bert Beauprez). L'eslògan Passem-ho molt bé canviant a la música i més. L'agost de 2011, el lloc web del MNM va rebre una nova imatge.
A partir del 27 d'agost de 2012 es van presentar diversos programes nous i es va renovar el grup de DJ. Peter Van de Veire també tindria un nou company. Una setmana més tard, el 3 de setembre, MNM va rebre el seu propi informatiu radiofònic a mida.

## Oients
Segons les últimes xifres del CIM (maig 2021-agost 2021), MNM té una quota de mercat del 7,9%. La quota de mercat més alta aconseguida des del llançament del canal va ser de l'11,21% (Ona 3/2016).
La llista de final d'any MNM1000 es va escoltar relativament bé el 2009. 1.150.000 oients van escoltar la final. Un total de 2.187.000 oients van escoltar aquesta cimera de final d'any.
La 2a edició del MNM1000 l'any 2010 també va ser ben escoltada. Gairebé 2.100.000 o el 40 per cent de la població flamenca va escoltar aquesta cimera. Durant la final, 1.163.627 persones van sentir que hi havia un nou número 1.
Durant la setmana dels 90 Back To The 90's del 2011, segons les xifres internes de VRT, 1.911.791 oients van escoltar MNM. 1.015.000 oients han escoltat la final (el Top 99). Durant la primera setmana nillies del 2010 "Back To The 00's", 1.800.000 oients van escoltar MNM. El 2011, fins i tot van ser 1.900.000 oients.

## Director
- Greet Santy (2009 - 2010)
- Rino Ver Eecke (2010 - 2019)
- Annemie Gulickx (2019 - 2020)
- Steven Lemmens (2020 - actual)

### Programes actuals
| - De Grote Peter Van de Veire Ochtendshow - Peter Van de Veire - Kawtar Ehlalouch - Wanne Synnave - Sing Your Song - Brahim Attaeb - Voormiddag 10-12 - Brahim Attaeb - MNM Hits - Namiddag 13-16 - Astrid Demeure - Gillis & Govaerts - Sander Gillis - Laura Govaerts - Cato Peeters - Cato Peeters - Generation M - Dorianne Aussems - MNM Late Night - Afwisselend Anke Goergen, Timo Piredda, Jarno Boone en Manu Van Acker | - MNM @ Night - Sta vroeg op met MNM - MNM R&Beats - Brahim Attaeb - Esther Nwanu - MNM Weekend Countdown - Alexandra Gadzina - Follow Friday - Bart De Raes - MNM Party - Laurens Luyten - MNM Party: Lost Radio Show - Lost Frequencies - MNM Party: Mix & Match - Erwin De Nul - MNM Party: The Henri PFR Radio Show - Henri PFR - MNM Party: Mix It Up - Lady S | - MNM Rewind - Evelyn De Backer - MNM50 - Wouter Van den Breen - MNM Weekend - Alexandra Gadzina - MNM Party Hitlist - Laurens Luyten - MNM Party: 5NAPBACK - Laurens Van Herck - MNM Party: Smash The House - Dimitri Vegas & Like Mike - MNM Party: Start To DJ - Ultratop 50 - Aaron Blommaert - BFF - Best Friends Forever - Robin Keyaert - MNM50 Replay |

## Èxits
Cada setmana, MNM emet l' Ultratop 50 oficial, el MNM Party Hitlist (d' Ultratop), el Click-Like 40, el MNM R&Beats Hitlist (d' Ultratop) i la seva pròpia llista d'èxits actuals, el MNM50. A més, MNM publica regularment la seva pròpia llista al voltant d'un tema i compilada per l'oient. A finals d'any hi ha una visió anual de tots els gràfics.

## Recull de CD
Cada tres mesos MNM publica un CD recopilatori amb els millors èxits del moment sota el nom de MNM Big Hits. MNM publica 4 d'aquests CD a l'any: els números 1 al 3 amb l'any següent i un best of del mateix any. El segon CD del 2010 va guanyar l'or.
El setembre de 2010 es va publicar el primer CD doble de la sèrie 90's & Nillies. El doble CD conté 2 cançons per any (del 1990 al 2009). El segon CD doble està a la venda des del setembre de 2011. Aquest va ser l'últim CD d'aquesta sèrie.
La part 1 de la sèrie de CD MNM Love Songs es va publicar el gener de 2011, seguida dels CD 2 i 3 de la sèrie el 2012 i 2013.
El juliol de 2011, es va publicar un CD de cinc parts dels millors èxits de l'estiu, sota el nom de la llista d'èxits estiuencs MNM Hottest 100 .
Des del 2012, MNM ha llançat MNM Party i 'Sing Your Song in' com a sèrie de CD.

## Logotips antics
| Primer logo de TV3 | Logotip de 1993 a 2005 | TV3         | TV3         | TV3          |
| 2009 - 2010        | 2010 - 2011            | 2011 - 2015 | 2015 - 2018 | Des del 2018 |
| ------------------ | ---------------------- | ----------- | ----------- | ------------ |

## Canals de música addicionals MNM
- MNM Hits és una contrapart digital de MNM que emet hits sense parar. Això es pot rebre mitjançant DAB+, TV digital i en línia.
- MNM R&Beats (abans Urbanice, més tard Juice) és un canal digital centrat en la música urbana i R&B. Això només es pot escoltar en línia.
- MNM Back to the 90s & Nillies, és un canal digital centrat en la música dels anys 90 i 2000. Només es pot escoltar en línia.